# Castell de Häme
El Castell de Häme (en finès Hämeen linna i en suec Tavastehus slott) és un castell medieval situat a la ciutat de Hämeenlinna, Finlàndia. Concretament, està emplaçat a la costa del llac Vanajavesi, al centre de la ciutat, per bé, que originalment el castell estava situat en una illa.
L'origen del castell és controvertit; tradicionalment s'ha atribuït la construcció a la Segona Croada Sueca, cosa que situaria el castell a la meitat del segle xiii. De tota manera, no hi ha cap prova que constati aquesta hipòtesi, ni escrita ni material, només una llegenda, que pot ser perfectament qüestionada. En aquesta data, al voltant de 1300, existia una fortificació primerenca a uns 20 quilòmetres, el Castell de Hakoinen. La primera menció escrita del castell de Häme és de 1308 en un document reial on es diu que és l'únic castell de Tavastia. La Crònica russa de Nóvgorod només menciona un castell durant el saqueig de Tavastia el 1311, aquest castell coincideix més amb el de Haikonen, que està situat al capdamunt d'una roca.
Els homes de Nóvgorod van arribar a la guerra des del mar a la terra del germànics (suecs), contra els pobles finesos. I els germànics es van tancar a la ciutadella. La plaça era molt forta i ferma, com una gran roca, no tenia accés per cap costat. I ells van enviar amb alegria, demanant la pau, però els homes de Nóvgorod no van garantir la pau i es van quedar tres dies i tres nits devastant el districte.
La construcció del castell de Häme va començar, amb tota probabilitat, després d'aquesta invasió. El primer castell fou fet amb pedra grisa i més tard també es va fer servir el totxto.
El castell va perdre importància a finals del segle xvi. El sistema defensiu es va posar al dia durant el segle xviii amb bastions al voltant del castell. Al segle xix el castell va esdevenir una presó fins al 1953, quan es va començar una restauració amb profunditat del conjunt. Des de 1988 el castell és un museu amb la possibilitat de realitzar-hi esdeveniments privats.